# Blauwpoortsbrug (Leiden)
De Blauwpoortsbrug is een rolbasculebrug in het centrum van de Nederlandse stad Leiden. De brug ligt over de Oude Vest in het verlengde van de Morsstraat en de Haarlemmerstraat, nabij de Beestenmarkt. Bij rolbasculebruggen zijn contragewichten en aandrijving meestal aan de buitenzijde van de brug te zien. Deze rolbasculebrug wijkt daarin af, dat het contragewicht in de kelder van een afgedichte aanbrug (ter hoogte van het wachthuisje) over een rolbaan wordt geschoven, dus uit het zicht.

## Geschiedenis
Er lag hier al eeuwen een brug, die al sinds 1350 bekend is. Ze waren onderdeel van de Lopsenpoort en latere Blauwpoort. De vorige versie uit 1866 was een draaibrug die nog in 1885 verstevigd was voor de paardentram. Met de komst van de elektrische tram voldeed die brug niet meer en werd in 1910 begonnen met de bouw van een nieuwe brug, waarvan ingenieur en stedenbouwkundige ir. J.H.E. Rückert de ontwerper was.
Aan de Blauwpoortsbrug werd anderhalf jaar gewerkt; er lag een noodbrug naast de nieuwbouw. In november 1911 kon ze geopend worden en was toen met 14,5 meter wellicht de breedste stedelijke verkeersbrug in Nederland. Ze was bijna drie keer zo breed als de oude draaibrug. Ook de doorvaartbreedte was van krap aan zes meter vergroot tot 7,68. Het geheel werd tegen een prijs van 120.000 gulden gebouwd met subsidies van de provincie Zuid-Holland en de Noord-Zuid-Hollandsche Tramweg Maatschappij (NZH). De ijzeren bovenbouw was daarbij afkomstig van de firma Kloos & Zonen te Kinderdijk, later ook verantwoordelijk voor de Boezembrug in Halfweg. De ijzeren lantaarns op bronzen voet werden geleverd door de firma F.W. Braat uit Delft. Het was tevens het eerste grote gemeentelijke werk in Leiden waarbij graniet op grote schaal werd toegepast.
Het beweegbare deel van de brug bestaat uit twee identieke delen die aan elkaar geklonken zijn. Men had er rekening mee gehouden dat bij een aanvaring slechts het beschadigde  deel vervangen hoefde te worden, zonder dat de brug zelf buiten dienst gesteld moest worden. Het werd aangedreven door een elektromotor, die maximaal 25 pk leverde en de brug in 18 seconden omhoog of omlaag kon brengen. Er was ook nog een handbediening geïntegreerd. Het hele bouwwerk leunt op een paalfundering van ongeveer 750 heipalen. Ook de buurt rondom de brug werd gerenoveerd inclusief een overkluizing van het Kort Rapenburg. Het brugwachtershuisje bevatte oorspronkelijk een politiepost.
Op de brug bevonden zich dubbelspoor en bovenleiding voor de elektrische trams van de NZH (de Blauwe Tram), die een slinger vanaf de Steenstraat in de richting van de Prinsessekade maakten. In 1923 kwamen hierbij de Gele Trams van de HTM, die rechtdoor reden, de Haarlemmerstraat in. Om wissels in het brugdek te vermijden kwamen deze toen in de Steenstraat te liggen, met strengelspoor op de Blauwpoortsbrug zelf. Beide tramlijnen liepen tot 1961 over de brug.

## Moderne tijd
Het beweegbare deel werd in 1980 vastgezet. Na een uitgebreide renovatie in de jaren 1991-1993 ten bedrage van 2,5 miljoen gulden kon de brug weer bewegen, maar kwam in 1994 vast te zitten; het bewegingsmechanisme was defect. Het weer beweegbaar maken was grotendeels gefinancierd door het Rijk, initiatief kwam van de gemeente Leiden die de stad weer doorvaarbaar wilde maken. Later werd het verkeer over de brug beperkt tot voetgangers, fietsers en busvervoer. Ze is behoudens bestemmingsverkeer gesloten voor gemotoriseerd verkeer. Het brugwachterhuisje kende bestemmingen als viswinkel en bloemenkiosk.

## Omschrijving monumentenregister
De brug werd op 9 oktober 2000 opgenomen in het monumentenregister, exclusief het remmingswerk. De brug vormt een eenheid met het talud aan de zuidoostkant en de kademuren aan de andere zijden.  De constructie bestaat uit een mengeling van baksteen, al dan niet gewapend beton, bogen van graniet en een houten brugdek op ijzeren liggers. Versieringen bestaan uit smeed- en gietijzeren balustrades/leuningen en ijzeren lantaarns (niet meer de originele) op granieten piedestals. Naast de brug staat in het water het brugwachterhuisje van baksteen en graniet; een geheel met de brug met in de noordgevel een gevelsteen met Anno 1911 en elders een gevelsteen ingemetseld, die herinnert aan de in 1739 afgebroken Blauwe Poort. Aan weerszijden van de beweegbare brug zijn vier aanbruggen zichtbaar. Onder drie daarvan kan men doorvaren; de ene die afgesloten is dient ter onderbrenging van de basculekelder. 

## Foto's

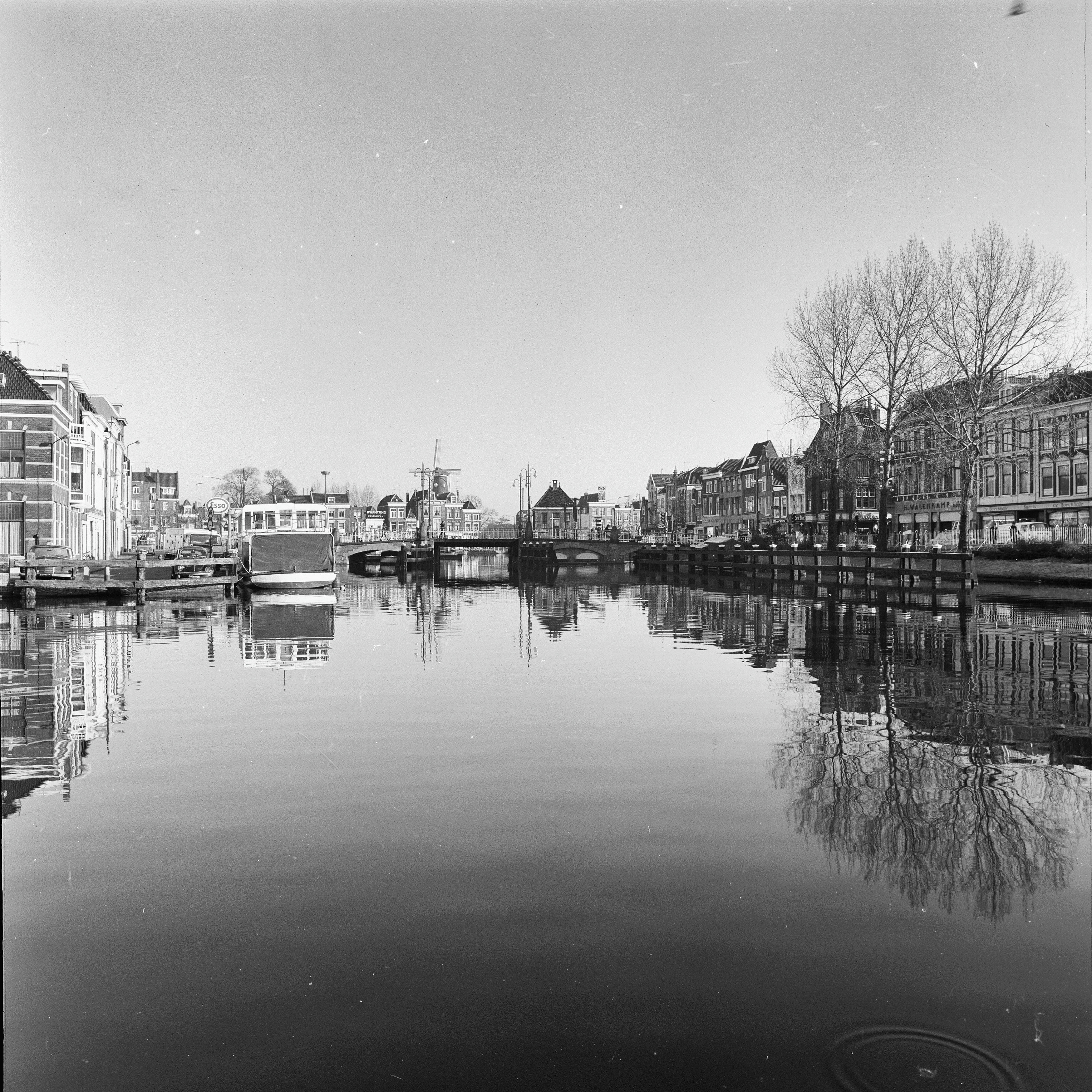
Overzichtsfoto uit 1973
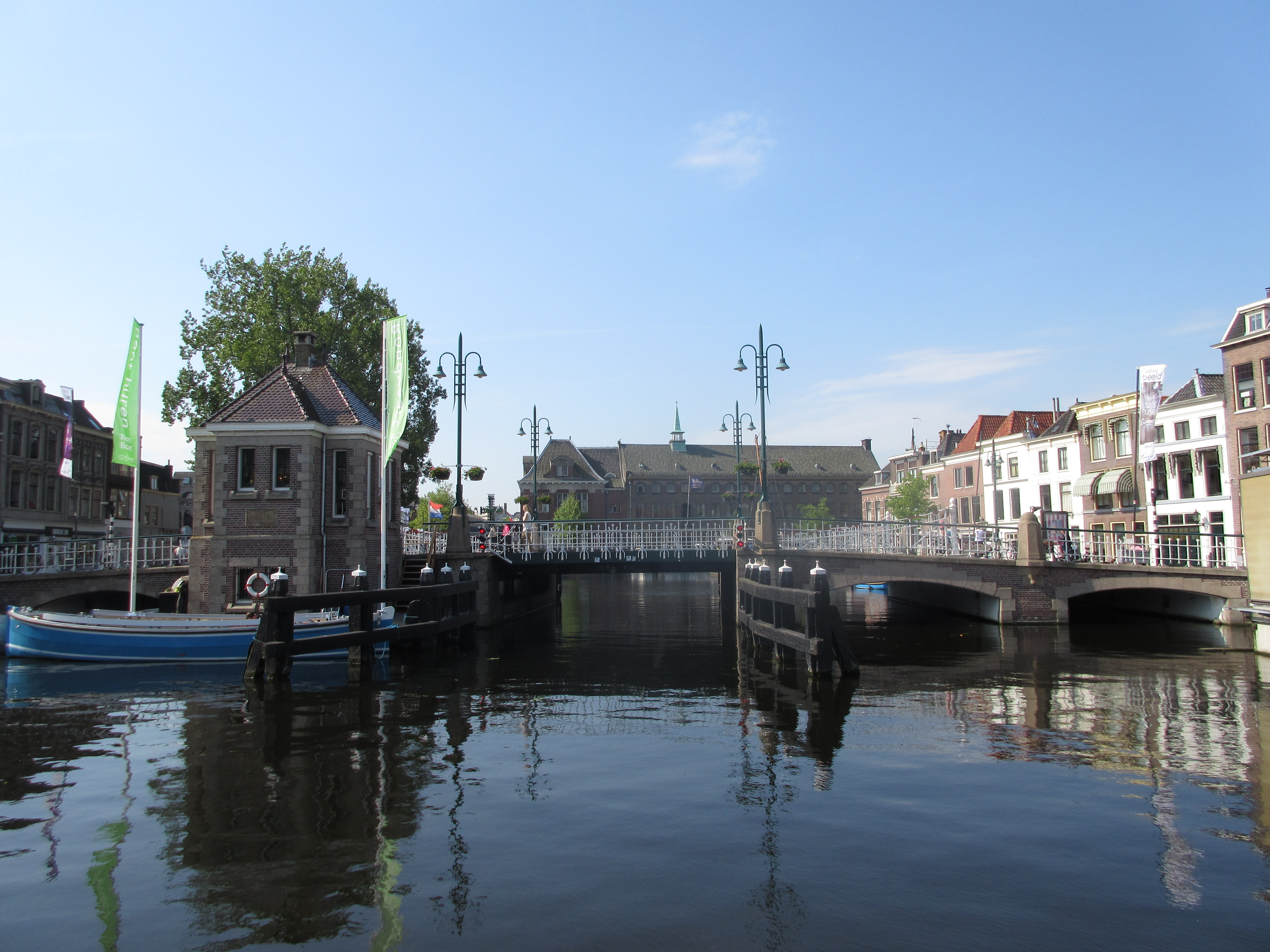
De Blauwpoortsbrug in 2015
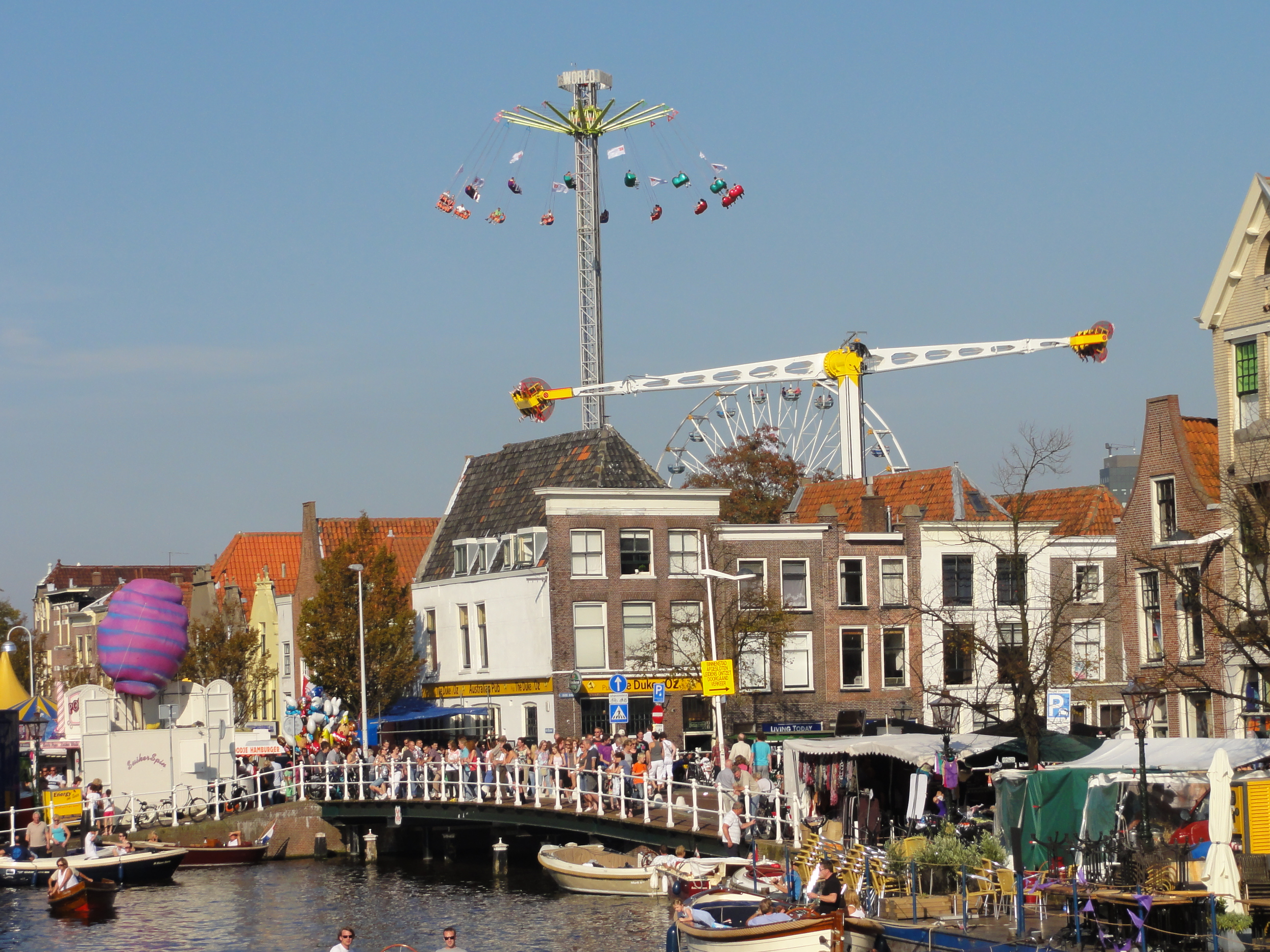
Zicht vanaf de Blauwpoortsbrug op kermis en feest ter gelegenheid van Leidens Ontzet in 2011
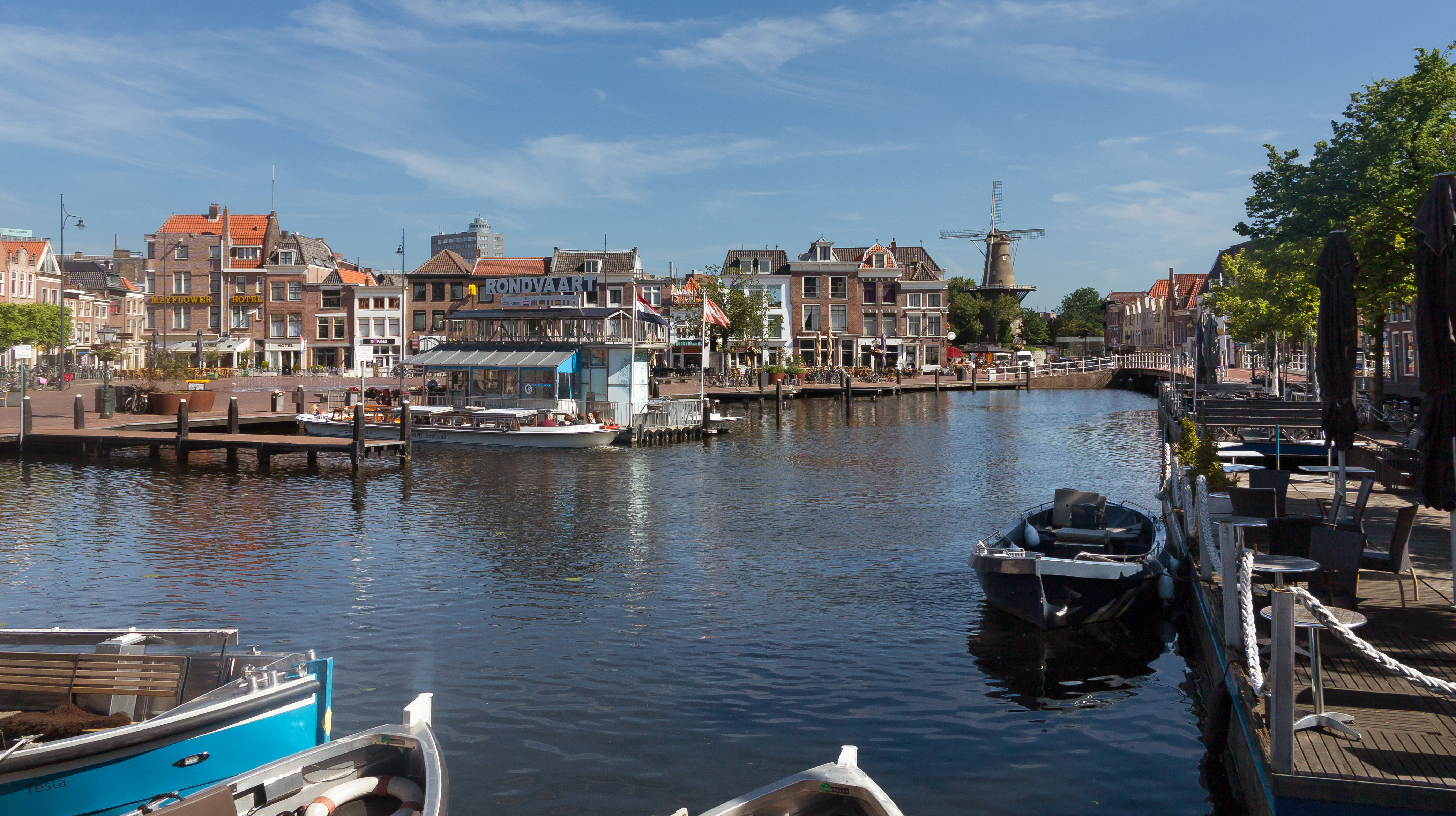
Zicht vanaf de Blauwpoortsbrug naar de Beestenmarkt, de rederij en de molen
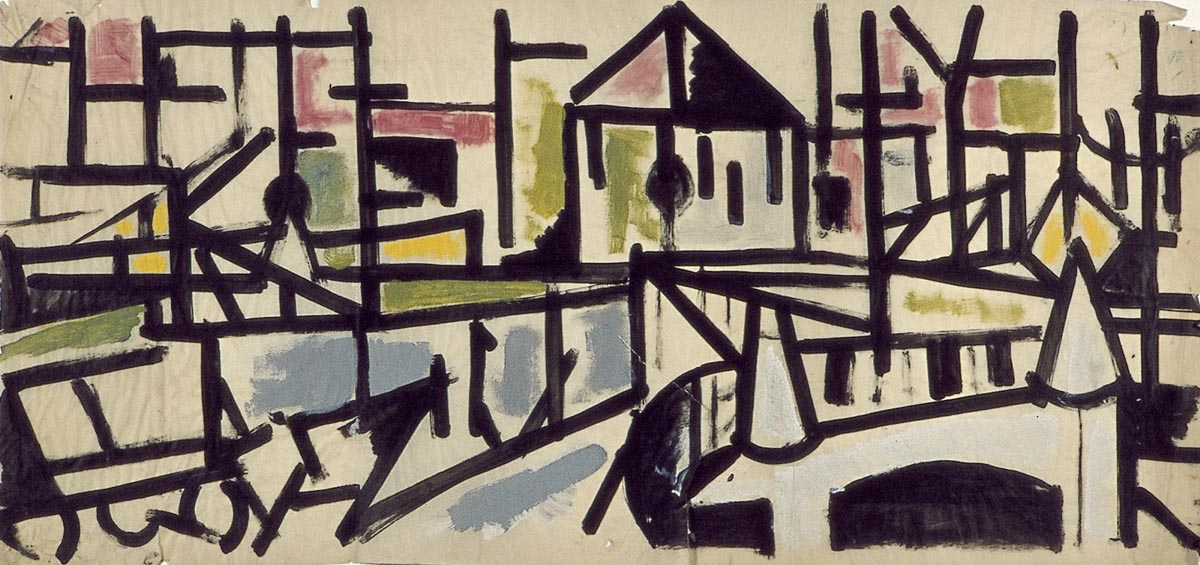
Theo van Doesburg, Blauwpoortsbrug met paard en wagen, 1917-1918

In de binnenstad:

Aeldisbrug ·
Alkemadebrug ·
Asschuurbrug ·
Blauwpoortsbrug ·
Blekersbrug ·
Bostelbrug ·
Catharinabrug ·
Derde Waardbrug ·
Doelenbrug ·
Doelengrachtsbrug ·
Doelenpoortsbrug ·
Dullebrug ·
Franciskanerbrug ·
Gansoordbrug ·
Gepekte Brug ·
Groenebrug ·
Groenhazenbrug ·
Grofsmederijbrug ·
Grote Havenbrug ·
Hapynionbrug ·
Helarbrug ·
Herenbrug ·
Herenpoortsbrug ·
Hogewoerdsbrug ·
Hoogeveensbrug ·
Huigbrug ·
Hulpwerfbrug ·
Jan van Houtbrug ·
Jan Vossenbrug ·
Karnemelksbrug ·
Katoenbrug ·
Kazernebrug ·
Kerkbrug ·
Kerkpleinbrug ·
Kippenbrug ·
Kleine Havenbrug ·
Kleine Paterbrug ·
Koepoortsbrug ·
Koornbrug ·
Koningsbrug ·
Kraaierbrug ·
Laatste Brug ·
Lijsbethbrug ·
Looiersbrug ·
Lourisbrug ·
Loviumbrug ·
Marebrug ·
Marepoortsbrug ·
Mecklenburgerbrug ·
Minnebroersbrug ·
Molensteegbrug ·
Morspoortbrug ·
Nassaubrug ·
Neksluisbrug ·
Nieuwsteegbrug ·
Nonnenbrug ·
Noordeindsbrug ·
Noord-Kijfbrug ·
Oranjebrug ·
Paterbrug ·
Pauwbrug ·
Poppebrug ·
Rembrandtbrug ·
Reuvensbrug ·
Rijnbrug ·
Rijnsburgerbrug ·
Scheluwbrug ·
Singelbrug ·
Sint Jansbrug ·
Sint Jeroensbrug ·
Sint Sebastiaansbrug ·
Stadsmolensluis ·
Tapijtkloppersbrug ·
Trekvaartbrug ·
Turfmarktsbrug ·
Tweede Waardbrug ·
Utrechtse Brug ·
Valkbrug ·
Van Disselbrug ·
Verversbrug ·
Vierde Waardbrug ·
Visbrug ·
Vlietbrug ·
Vreewijkbrug ·
Warmonderbrug ·
Weverbrug · 
Wijnbrug ·
Wisenniabrug ·
Wittepoortsbrug ·
Zijlpoortsbrug ·
Zuid-Kijfbrug ·
Zuidsingelbrug
Overige bruggen:

Groenhovenbrug ·
Haagbrug ·
Haagsche Schouwbrug ·
Hoflandbrug ·
Hooghkamerbrug ·
Jaagbrug ·
Jan van Goyenbrug ·
Julius Caesarbrug ·
Kanaalbrug · 
Lammebrug ·
Oud-Hortuszichtbrug ·
Trekvlietbrug ·
Schrijversbrug ·
Spanjaardsbrug ·
Spoorbrug RSK ·
Spoorbrug De Vink ·
Staatsspoorbrug ·
Stevensbrug ·
Stevenshofbrug ·
Sumatrabrug ·
Waddingerbrug ·
Wilhelminabrug ·
Wouterenbrug ·
Zijlbrug